# Introito

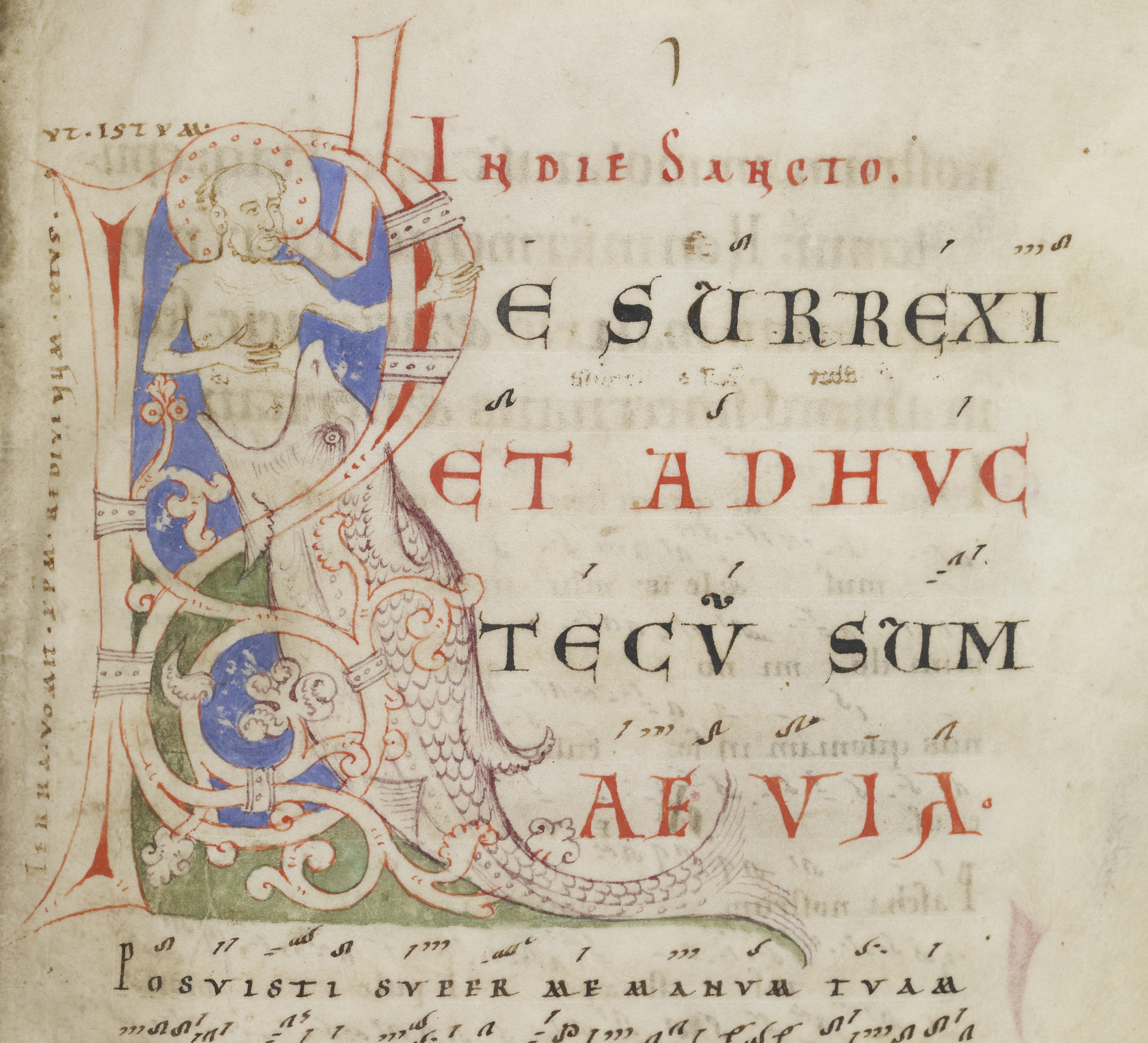
Introito del giorno di Pasqua

L'introito, dal latino introitus (da introire composto di intro e ire, cioè "entrare") indica l'entrata, il cominciamento a dire o fare qualcosa.
Nella liturgia cristiana esso può indicare l'antifona che apre la celebrazione della messa a partire dal V secolo e che "dà il tono" alla celebrazione.
Guglielmo d'Auxerre (1150 circa – 1231) distingue l'introito dal salmo che lo seguiva e che nelle edizioni del Messale romano ex decreto sacrosancti Concilii Tridentini (1569–1962) viene indicato insieme all'antifona. In questo uso, il termine introitus serve come abbreviazione della frase completa antiphona ad introitum, che appare come Ant. ad introitum nelle edizioni recenti del Messale romano a partire da quella del 1970 e che è tradotta nella versione ufficiale italiana come "Ant. d'ingresso".
A volte il termine "introito" è usato in senso storico, per indicare tutto il congiunto che appariva all'inizio dei formulari delle messe nelle edizioni tridentine del Messale romano: antifona, versetto iniziale del salmo, e il Gloria Patri che precedeva la ripetizione dell'antifona. Nel Messale attuale, l'antifona appare senza simili aggiunte. 

## Liturgia

### Riti iniziali
L'introito appartiene al proprio della messa: il suo testo quindi varia a seconda dell'occasione liturgica celebrata.
L'introito è un canto funzionale: accompagnando la processione dei ministri all'altare, ha lo scopo di dare inizio alla celebrazione, favorire l'unità dei fedeli riuniti, introdurre il loro spirito nel mistero del tempo liturgico o della festività.
Il testo è generalmente preso dai salmi, talvolta da un altro libro scritturistico, raramente è una composizione ecclesiastica, comunque manifesta uno stretto legame con le letture che seguiranno. Alcuni rari introiti sono presi da un libro apocrifo, l'Apocalisse di Esdra, molto venerato nei primi secoli.
L'introito può essere cantato o letto, in funzione della solennità della messa o a giudizio del celebrante. Quando la celebrazione non richiede una processione di ingresso, come nella veglia pasquale, l'introito viene omesso.
Spesso è il canto dell'introito a dare il nome alla Messa del giorno: la messa dei defunti è detta Requiem e la seconda messa della festa del Sacro Cuore di Gesù è detta Exordium. La prima domenica dopo Pasqua, ovvero la II Domenica di Pasqua, è detta domenica Quasimodo dall'introito Quasi modo geniti infantes. Si ricordano anche le domeniche Gaudete (III domenica d'Avvento) e Laetare (IV domenica di Quaresima), in cui il colore viola dei paramenti si può attenuare con il rosaceo.

### Storia liturgica
Sin dall'epoca antica veniva cantato un salmo al momento dell'arrivo del prete all'altare, ed i versi cantati erano parte della celebrazione della Messa. Il Liber Pontificalis asserisce che l'introito ebbe origine dalla richiesta di papa Celestino I, ma fu soltanto sotto papa Gregorio I che la forma divenne familiare e da ciò si credette che lo stesso Papa avesse scritto degli introiti. Dalle notizie in nostro possesso non sembra invece che abbia composto alcuna musica.

## Musicologia

### Forme musicali
Le melodie gregoriane degli introiti sono composte nel genere semiornato per la schola, i melismi non superano le due o tre note, i neumi di ogni sillaba non sono composti da più di due o tre elementi neumatici. Si ricollegano al genere antifona e rispecchiano tutti i modi dell'octoechos: ciò dimostra che l'introito costituisce uno strato di composizione posteriore al graduale e, a fortiori al tratto. Il procedimento di composizione è solo in parte quello della centonizzazione, pertanto si può parlare di un brano di concezione, nel suo complesso, originale.
La sua forma consiste nella ripetizione di un'antifona intervallata dal canto di un salmo, secondo lo schema antifona - versetto salmodico - antifona - dossologia - antifona. Il canto viene prolungato per il tempo che dura la processione del celebrante e dei suoi ministri. Anche i versetti salmodici sono cantati in stile solenne.

### Elenco di introiti
I seguenti introiti hanno una corrispondente melodia gregoriana e spesso costituiscono il testo di mottetti polifonici
- Adeamus cum fiducia - Beata Vergine Maria Regina
- Ad te levavi - I domenica d'Avvento
- Adjutor -
- Adorate Deum - III / IV / V / VI domenica dopo l'Epifania
- Aqua sapientiae
- Benedicite Dominum
- Benedicta sit Sancta Trinitas - Santissima Trinità
- Cantate Domino (Dominica quinta Paschae o Dominica IV post Pascha)
- Caritas Dei
- Caritas Dei (Ember Sat. Pent.)
- Christo confixus
- Cibaviteos - Sacratissimo Corpo e Sangue di Gesù
- Cibaviteos... alleluia
- Circumdederunt me
- Cogitationes cordis - Sacro Cuore di Gesù
- Cognovi
- Confessio
- Da pacem - XVIII domenica dopo la Pentecoste
- Dedit illi
- De ventre matris
- Deus, dum egredereris
- Deus in adjutorium - XII domenica dopo la Pentecoste
- Deus in loco sancto - XI domenica dopo la Pentecoste
- Deus Israel
- Deus misereatur
- Dicit Dominus : Ego - XXIV domenica dopo la Pentecoste
- Dicit Dominus : Sermones
- Dignus est Agnus
- Dilectio Dei
- Dilexisti
- Dispersit
- Domine ne longe
- Dominus dixit - Natale del Signore (I messa - nella notte)
- Dominus fortitudo - VI domenica dopo la Pentecoste
- Dominus illuminatio - IV domenica dopo la Pentecoste
- Dum clamarem - X domenica dopo la Pentecoste
- Dum medium silentium
- Dum sanctificatus
- Ecce advenit - Epifania del Signore
- Ecce Deus adiuvat - IX domenica dopo la Pentecoste
- Ecce Virgo concipiet
- Eduxit Dominus
- Eduxit eos
- Effusum est
- Esto mihi - domenica in quinquagesima
- Etenim sederunt
- Ex ore infantium - Santi innocenti martiri
- Exaudi Domine... adjutor - V domenica dopo la Pentecoste
- Exaudi Domine... alleluia
- Exaudivit (feria sexta et Sabbato post Ascensionem[11]. (Nelle edizioni del Messale romano prima di quella del 1970 è l'introito della Missa de Rogationibus[12].)
- Exclamaverunt
- Exsultabo
- Exsultet gaudio - Sacra Famiglia
- Exsurge - domenica in sexagesima
- Extuli electum
- Facies unctionis
- Factum est cor
- Factus est Dominus
- Gaudeamus... Agathae - Sant'Agata
- Gaudeamus,.. Annae - Sant'Anna
- Gaudeamus... Josaphat - San Giosafat
- Gaudeamus... Mariae
- Gaudeamus... Reginae
- Gaudeamus... Sanct. omnium .
- Gaudeamus... Thomae - San Tommaso
- Gaudens gaudebo - Immacolata concezione di Maria
- Gaudete in Domino - III domenica d'Avvento
- Hodie scietis - Vigilia di Natale
- Uluxerunt . . .
- In excelso throno - I domenica dopo l'Epifania
- In medio - San Giovanni Ap. e Ev.
- In nomine Domini
- In nomine Jesu... Ps. Domine - Santo Nome del Signore
- In nomine Jesu... Ps. Gloriabuntur
- In sermonibus
- In virtute tua
- In voluntate - XXI domenica dopo la Pentecoste
- Inclina Domine - XV domenica dopo la Pentecoste
- Intret in conspectu
- Intret oratio
- Introduxit vos
- Invocabit me - I domenica di Quaresima
- Jubilate Deo[13] - Dominica tertia Paschae[14] ( o della Dominica III post Pascha[15]  (dette anche Dominica Jubílate).
- Judica Domine
- Judica me - V domenica di Quaresima
- Juravit Dominus
- Justi decantaverunt
- Justus es Domine - XVII domenica dopo la Pentecoste
- Justus ut palma
- Laetabitur Justus
- Laetare Jerusalem - IV domenica di Quaresima
- Lex veritatis
- Loquebar... Ps. Beati immaculati
- Loquebar... Ps. Bonum est . ,
- Loquebar... Ps. Laudate . .
- Loquetur
- Lux fulgebit - Natale del Signore (II messa - all'aurora)
- Majorem hac
- Me exspectaverunt . . . .
- Mihi autem absit. Ps. Memento
- Mihi autem absit. Ps. Voce mea
- Mihi autem nimis . . . .
- Minuisti eum
- Miseratio
- Miserere mihi Domine - XVII domenica dopo la Pentecoste
- Misereris omnium - Mercoledì delle ceneri
- Misericordia Domini - Dominica quarta Paschae ( o della Dominica II post Pascha (dette anche Dominica Misericordia o del Buon Pastore).
- Multae tribulationes
- Narraverunt
- Nos autem - Messa in Coena Domini
- Nunc scio vere
- Oculi mei - III domenica di Quaresima
- Oculus Dei
- Omnes gentes - VII domenica dopo la Pentecoste
- Omnia quae fecisti - XX domenica dopo la Pentecoste
- Omnis terra - II domenica dopo l'Epifania
- Os justi
- Palmarum - VI domenica di Quaresima
- Populus Sion - II domenica d'Avvento
- Protector noster - XIV domenica dopo la Pentecoste
- Protexisti me
- Puer natus est - Natale del Signore (III messa)
- Quasi modo - Domenica in Albis
- Redemisti nos - Preziosissimo Sangue di Gesù
- Reminiscere - II domenica di Quaresima
- Repleatur
- Requiem - messe dei defunti
- Respice Domine - XIII domenica dopo la Pentecoste
- Respice in me - III domenica dopo la Pentecoste
- Resurrexi - Pasqua del Signore
- Rorate... Ps. Benedixisti
- Rorate... Ps. Caeli enarrant - IV domenica d'Avvento
- Sacerdotes Dei
- Sacerdotes tui
- Salus autem
- Salus populi - XIX domenica dopo la Pentecoste
- Salve sancta Parens
- Sancti tui
- Sapientia reddidit
- Sapientiam sanctorum
- Scio cui credidi
- Sermo meus
- Si diligis me
- Si iniquitates - XXII domenica dopo la Pentecoste
- Signum magnum
- Sitientes
- Spiritus Domini super me
- Spiritus Domini replevit (Missa in die Pentecostes[16])
- Stabant
- Statuit
- Sub umbra illius
- Suscepimus Domine - VIII domenica dopo la Pentecoste
- Tenuisti manum
- Terribilis est .
- Veni de Libano
- Veni et ostende
- Venite adoremus
- Venite benedicti
- Venite filii
- Victricem manum
- Vidi civitatem -
- Viri Galilaei - Ascensione del Signore
- Vocem jucunditatis - (Dominica sexta Paschae o V domenica di Pasqua)
- Vultum tuum - Assunzione della Beata Vergine Maria